# Complément de toponyme
 (5 mai 2025).

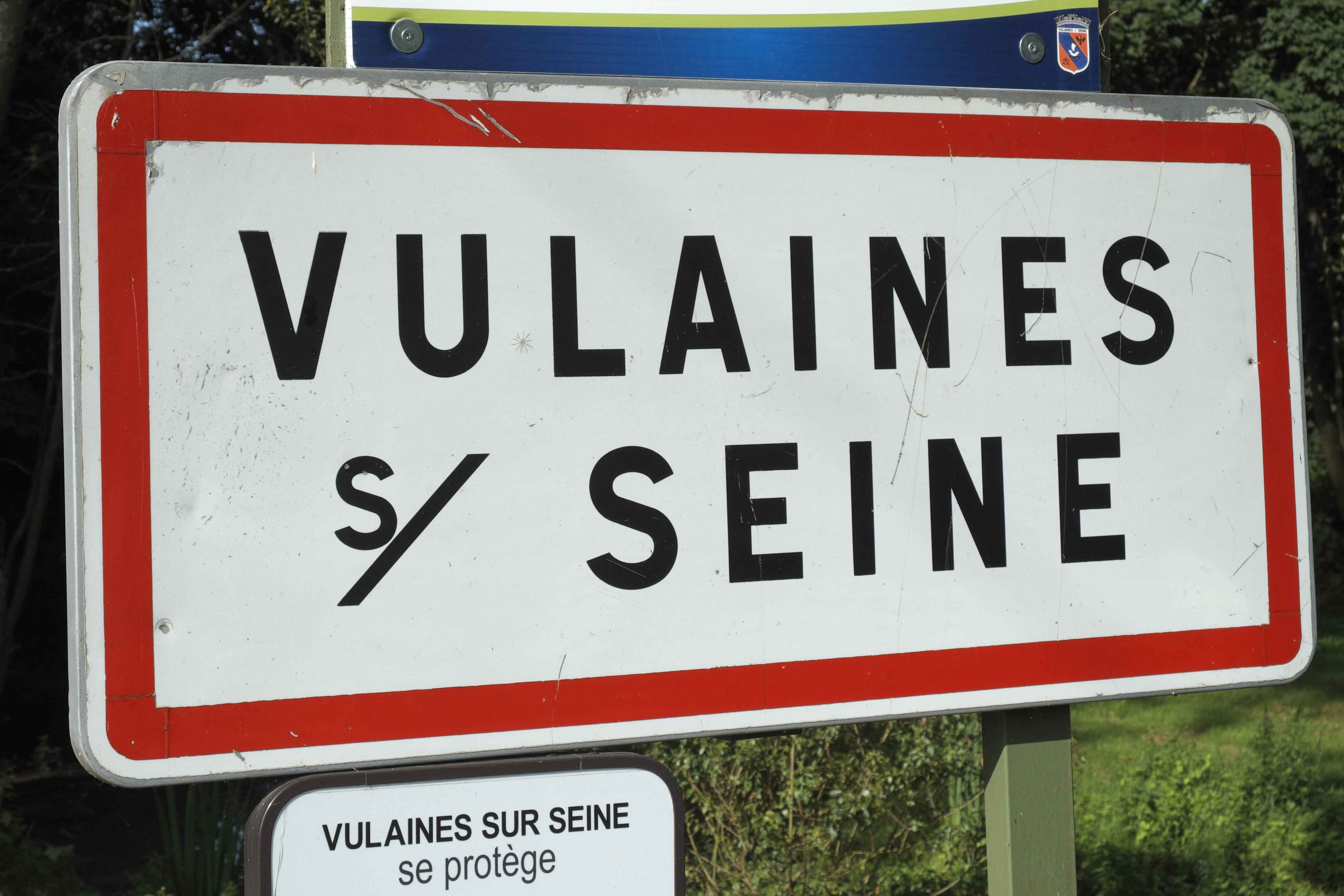
Panneau d'entrée d'agglomération de Vulaines-sur-Seine (Seine-et-Marne) typographié avec « », une commune arrosée par la Seine comme son toponyme l'indique.

Un complément de toponyme — complément hydronymique ou complément régionymique pour des cas plus spécifiques — est un type de syntagme, la plupart du temps postposé, qui permet d'inscrire un élément principal de toponyme dans un contexte géographique. On trouve aussi parfois le terme de déterminant complémentaire.

## Dénominations
Un complément relatif à un cours ou une étendue d'eau peut être désigné par « complément hydronymique » ; celui relatif à une aire géographique restreinte, par « complément régionymique ».

## Histoire
En France, entre 1943 et 1994 (date de la 12e édition du Code officiel géographique), 276 compléments hydronymiques sont ajoutés dans les toponymes de communes.

## Raisons
Plusieurs raisons peuvent expliquer la présence voire l'ajout d'un complément dans un toponyme. C'est souvent effectué pour éviter la confusion avec des homonymes : par exemple, la commune Ars (Ain) a obtenu sa forme Ars-sur-Formans par décret du 12 octobre 1956, ce qui la distingue ainsi d'Ars-en-Ré, à une époque où le code postal n'a pas encore été introduit.

## Morphologie
En ce qui concerne les hydronymes, le monde francophone connaît majoritairement la forme « Toponyme-sur-Hydronyme » . L'article grammatical est parfois ajouté pour des raisons diverses, souvent d'ordre euphonique.
En ce qui concerne les régionymes, on retrouve souvent la forme Toponyme-préposition-Toponyme. En Seine-Maritime, il s'agit souvent de la préposition « en » ; la préposition « -ès- », construction de « en les », est rare en toponymie.